# تلمبه یدالله غرباپور
تلمبه یدالله غرباپور یک منطقهٔ مسکونی در ایران است که در دهستان گلستان (سیرجان) واقع شده‌است. تلمبه یدالله غرباپور ۱۸ نفر جمعیت دارد.